# الزرود
الزرود قرية في منطقة جبلة في محافظة اللاذقية.